# Onthophagus aciculatulus
Onthophagus aciculatulus là một loài bọ cánh cứng trong họ Bọ hung (Scarabaeidae).